# Benedicto XV
Benedicto XV (en latín: Benedictus PP XV), de nombre secular Giacomo della Chiesa (Génova, 21 de noviembre de 1854-Roma, 22 de enero de 1922), fue el 258.º papa de la Iglesia católica, desde el 3 de septiembre de 1914 hasta su muerte. Su pontificado fue eclipsado en gran medida por la Primera Guerra Mundial y sus consecuencias, tanto políticas como sociales y humanitarias.
Entre 1846 y 1903, la Iglesia católica tuvo dos administraciones de larga duración, la de Pío IX de 31 años y la de León XIII de 25 años. Para 1914, el Colegio Cardenalicio indicó su deseo de un nuevo gobierno de larga duración, eligiendo a della Chiesa, que contaba con 59 años al momento de su elección. Su elección coincidió con el estallido de la Primera Guerra Mundial, que él llamó «el suicidio de la Europa civilizada». La guerra y sus consecuencias fueron el foco principal de su pontificado. De inmediato se declaró la neutralidad de la Santa Sede, y desde allí buscó mediar la paz entre 1916 y 1917. Ambas partes rechazaron sus iniciativas: los alemanes lo llamaron un insulto y los franceses un movimiento antifrancés. El papa se caracterizaría por condenar y combatir el nacionalismo, el racismo, el materialismo y, sobre todo, el socialismo.
Habiendo fracasado con las iniciativas diplomáticas, Benedicto XV se centró en los esfuerzos humanitarios para disminuir los impactos de la guerra, a través de la asistencia a los prisioneros de guerra, el intercambio de soldados heridos y la entrega de alimentos a las poblaciones necesitadas en Europa. Después de la guerra, se repararon las difíciles relaciones con Francia, restableciéndose totalmente en 1921. Durante su pontificado, las relaciones con Italia mejoraron, a través del permiso que supuso darle a Luigi Sturzo la dirección católica de participación política.
En 1917, Benedicto XV promulgó el Código de Derecho Canónico, lanzado el 27 de mayo, y obra de della Chiesa junto a Pietro Gasparri y Eugenio Pacelli. El nuevo código se considera que ha estimulado la vida y las actividades religiosas en toda la Iglesia. Él nombró a Gasparri su secretario de Estado y a Pacelli como arzobispo. La Primera Guerra Mundial causó un gran daño a las misiones católicas en todo el mundo, por lo que el papa buscó revitalizarlas en su Maximum Illud, llamando a los católicos de todo el mundo a participar. Por eso, ha sido referido como «el Papa de las Misiones».
Su última preocupación fue la persecución emergente de la Iglesia católica en la Unión Soviética y la hambruna posterior a la revolución. Benedicto XV era devoto de la Santísima Virgen María y autorizó la fiesta de María, Mediadora de todas las Gracias. Fue el primer Papa en nombrar la Patrona de una ciudad, en concreto fue a la Virgen de los Remedios, Patrona de la ciudad española de Chiclana de la Frontera, el 12 de julio de 1916. También bajo su pontificado fue coronada canónicamente la Virgen del Rocío, patrona de Almonte, en 1919.
Después de siete años en el cargo, murió el 22 de enero de 1922, después de luchar contra una neumonía durante un mes. Fue enterrado en las grutas vaticanas. Con sus habilidades diplomáticas y su apertura a la sociedad moderna, «se ganó el respeto de sí mismo y el papado».

## Primeros años y estudios

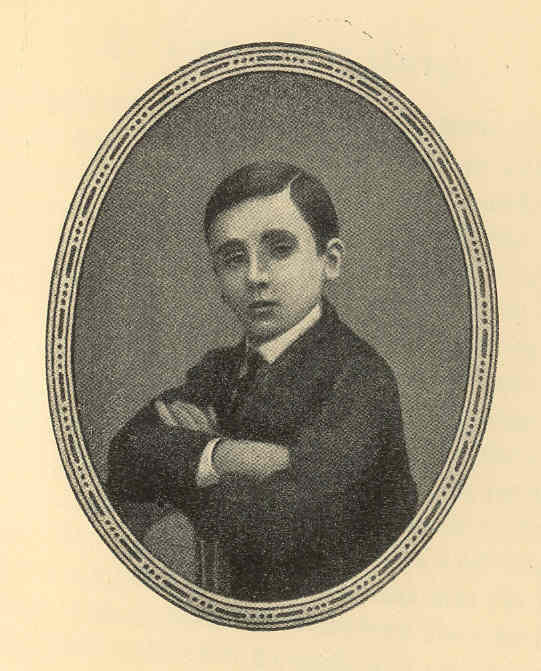
Giacomo della Chiesa a la edad de 12 años. 1866.

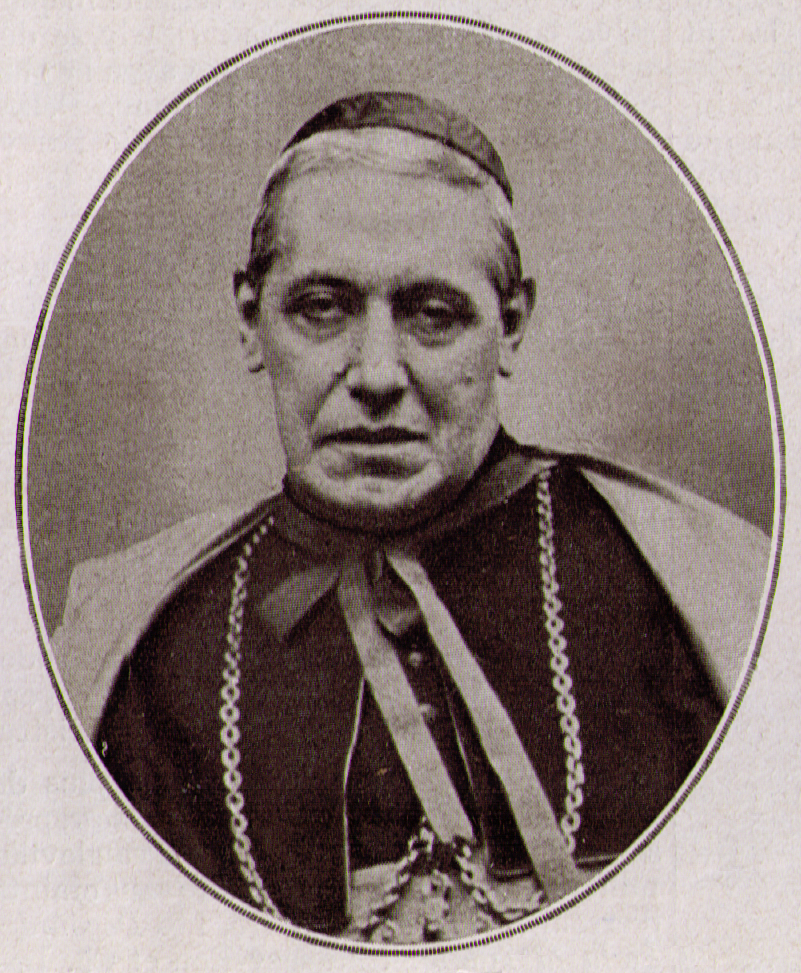
Mariano Rampolla. Fotografía realizada entre 1903 y 1907.

Giacomo della Chiesa nació en Pegli, un suburbio de Génova. Era el tercer hijo del marqués Giuseppe della Chiesa y su esposa Giovanna Migliorati. Investigaciones genealógicas dan cuenta de ser descendiente de la familia de Calixto II y Berengario II de Italia por su lado paterno, y de la familia de Inocencio VII por el lado materno.
Su deseo de ser sacerdote fue rechazado desde el principio por su padre, quien insistió en que siguiera estudios de Derecho. A los 21 años adquirió un doctorado en Derecho el 2 de agosto de 1875. Había asistido a la Universidad de Génova, que luego de la unificación de Italia, estuvo dominada en gran medida por políticas anticlericales y anticatólicas. Al ser mayor de edad, y luego de terminar sus estudios universitarios, su padre le concede el permiso para entrar a la vida sacerdotal, aunque a regañadientes. Insistió, sin embargo, que su hijo realizara sus estudios teológicos en Roma, para no terminar como un sacerdote rural o un monseñor provincial.
Della Chiesa entró al Almo Colegio Capranica, y posteriormente sería ordenado sacerdote por el cardenal Raffaele Monaco La Valletta el 21 de diciembre de 1878. Desde ese año, hasta 1883, estudió en la Academia Pontificia Eclesiástica en Roma. Una de las actividades que se realizaban era la defensa de un trabajo de investigación, todos los jueves, a la que se invitaba a cardenales y altos miembros de la Curia Romana. El cardenal Mariano Rampolla tomó nota de él y sería quien, en 1882, le permitiría entrar al servicio diplomático de la Santa Sede, empleando a della Chiesa como su secretario. Cuando Rampolla fue nombrado nuncio en España, y luego secretario de Estado de la Santa Sede, della Chiesa le siguió como su secretario particular, ayudándolo tanto con la resolución de una disputa entre Prusia y España sobre las islas Carolinas, así como en la organización de socorro durante una epidemia de cólera. En la Secretaría de Estado llegó a ser sustituto y secretario de comunicaciones cifradas en 1901. Desde 1899 era profesor de diplomacia y vicerrector de la Academia Pontificia Eclesiástica.
Su ambiciosa madre, Giovanna, se sentía descontenta con la carrera de su hijo, reprendiendo a Rampolla por ello. Este supuestamente le habría respondido: Señora, su hijo realiza pocos pasos, pero éstos son gigantescos.
Luego de la muerte de León XIII en 1903, Rampolla intentó que della Chiesa fuera el secretario del cónclave, pero el Colegio cardenalicio elegiría a Rafael Merry del Val, un joven prelado conservador, la primera señal de que Rampolla no sería el próximo Papa. Luego de la elección de Pío X, y el nombramiento de Merry del Val como nuevo secretario de Estado, della Chiesa sería retenido en su puesto.

## Arzobispo de Bolonia

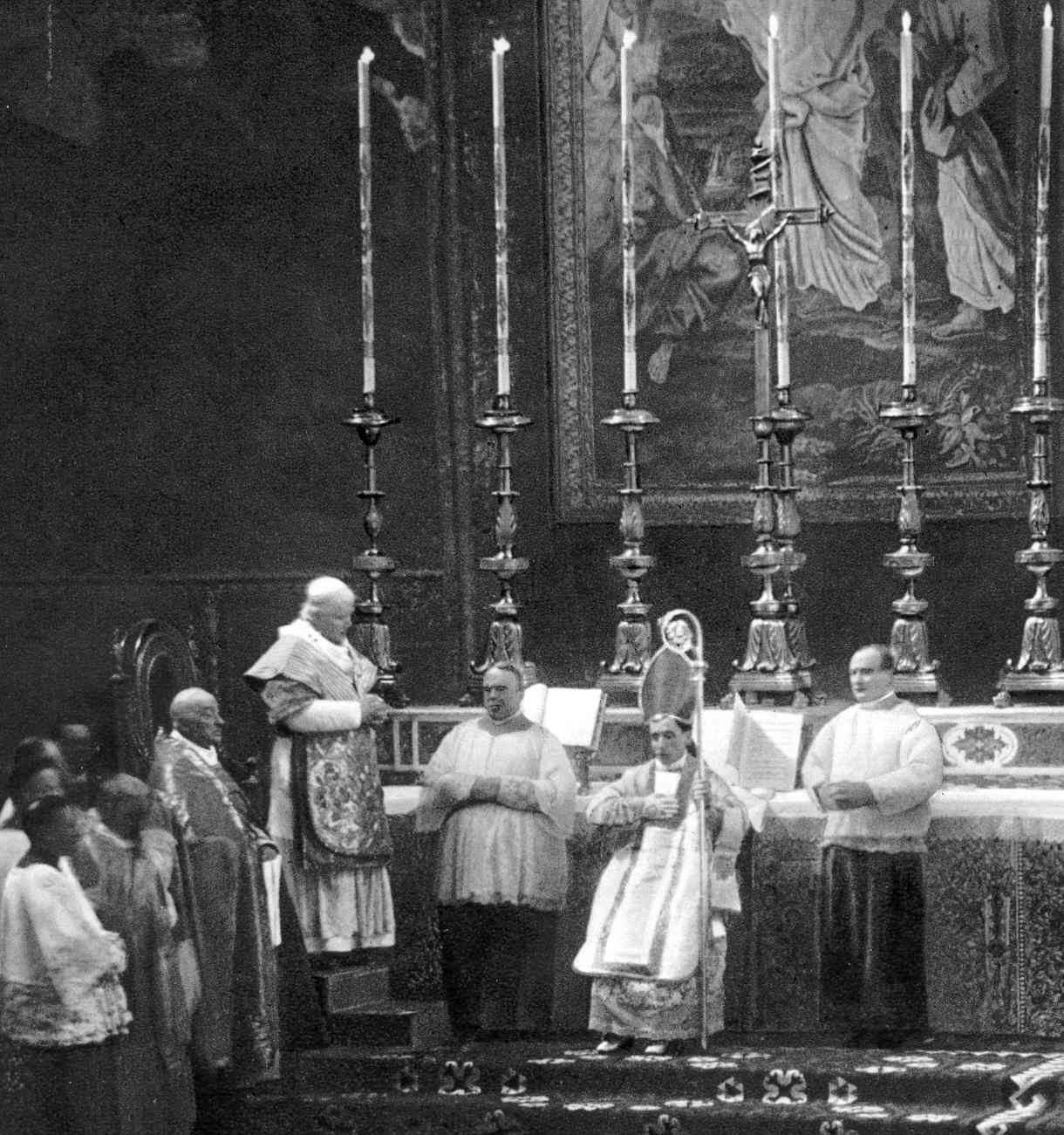
Consagración de della Chiesa como arzobispo de Bolonia por Pío X. Basílica de San Pedro, 18 de diciembre de 1907.

La relación de della Chiesa con el otrora secretario Rampolla, sin embargo, fue un factor de importancia durante el pontificado de Pío X, haciendo sus relaciones incómodas dentro de la Secretaría de Estado. El 15 de abril de 1907 se anunció a través de la prensa italiana que el nuncio papal en España, Aristide Rinaldini, sería reemplazado por della Chiesa, que había trabajado allí antes. Pío X, riendo sobre el escrito periodístico, comentó: Por desgracia, en el documento se olvidó de mencionar a quien he nombrado como el próximo arzobispo de Bolonia. El 18 de diciembre de 1907, en presencia de su familia, el cuerpo diplomático, numerosos obispos y cardenales, y su amigo Rampolla, recibió la consagración episcopal del propio Pío, quien donó su propio anillo episcopal y el báculo para el nuevo obispo, y que al día siguiente, compartiría con la familia della Chiesa. El 23 de febrero de 1908, della Chiesa tomó posesión de su nueva diócesis, que incluía a 700.000 personas, 750 sacerdotes, así como varios institutos religiosos, 19 de hombres y 78 de mujeres. En el seminario episcopal, unos 25 profesores educaban a 120 estudiantes para el sacerdocio.

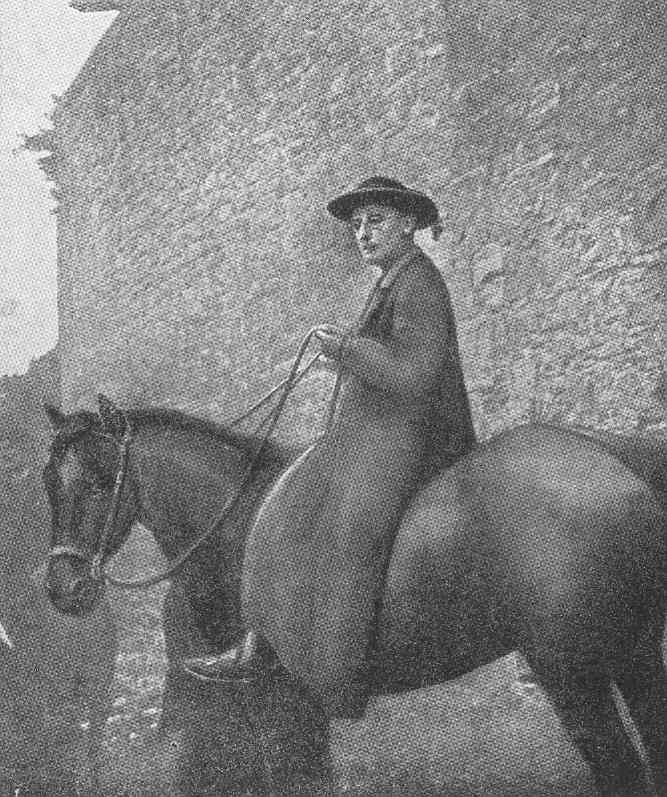
Arzobispo della Chiesa en visita pastoral. 1910.

Como obispo, visitó todas las parroquias, haciendo un esfuerzo especial para viajar a las más pequeñas de las montañas, a las que solo se podía acceder a caballo. Della Chiesa siempre vio a la predicación como la principal obligación de un obispo: por lo general daba dos o más sermones al día durante sus visitas. Su énfasis estaba en la limpieza y ornato dentro de todas las iglesias y capillas, y en el ahorro de dinero siempre que fuera posible, diciendo: Sálvanos para dar a los pobres. Numerosas iglesias fueron construidas o restauradas. Della Chiesa diseñó personalmente una importante reforma de la orientación educativa de su seminario, añadiendo más cursos de ciencias y educación clásica al plan de estudios. Se organizaron peregrinaciones a los santuarios marianos de Lourdes y Loreto al cumplirse 50 años de las apariciones marianas. La inesperada muerte de su amigo, partidario y mentor Rampolla el 16 de diciembre de 1913, fue un gran golpe para della Chiesa, quien fue uno de los beneficiarios de su testamento.

### Cardenalato

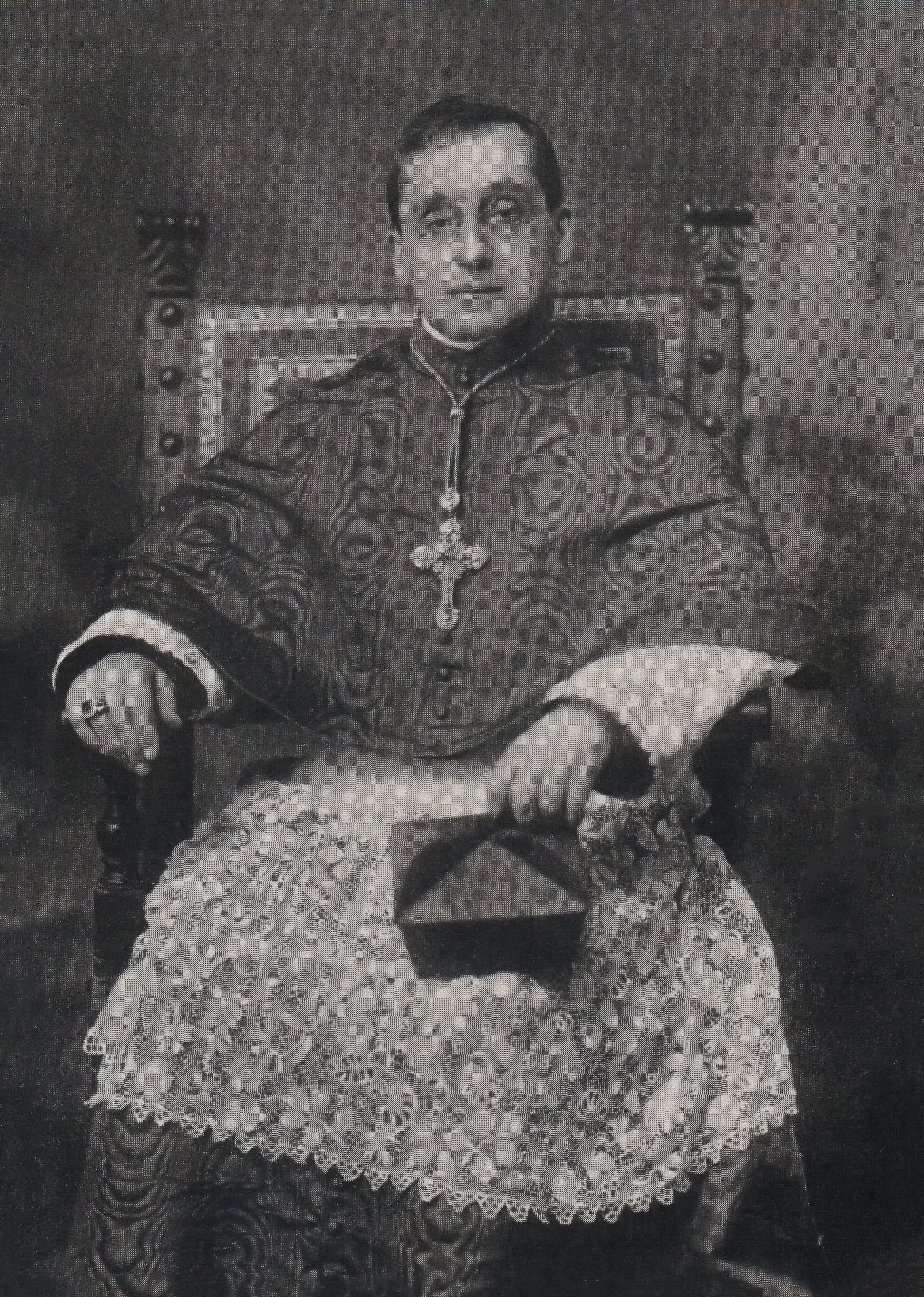
El cardenal della Chiesa en 1914.

Era costumbre que el arzobispo de Bolonia fuera creado cardenal en un consistorio próximo al nombramiento. Sin embargo, para el caso de della Chiesa fue de espera, ya que por siete años Pío X se negó a darle el cargo. Cuando una delegación boloñesa lo visitó en Roma para pedirle la elevación de este al cardenalato, el papa respondió a través de una burla de su propio apellido (Sarto, que significa "a medida"), diciendo: Lo siento, pero un Sarto no ha encontrado aún quien le haga la túnica de cardenal. Algunas sospechan apuntan a que Pío no quería dos Rampollas en su Colegio cardenalicio. 
Luego de la muerte del cardenal Rampolla en diciembre de 1913, al año siguiente, el 25 de mayo, della Chiesa fue creado cardenal con el título de Ss. Quattro Coronati. Cuando el nuevo cardenal intentó regresar a Bolonia tras el consistorio en Roma, un levantamiento socialista, antimonárquico y anticatólico tuvo lugar en el centro de Italia, acompañado por una huelga general, saqueos y destrucción de iglesias, líneas telefónicas y edificios ferroviarios; y la proclamación de una república secular. En Bolonia, los ciudadanos y la Iglesia católica se opusieron a tal movimiento con éxito. Los socialistas ganarían abrumadoramente las siguientes elecciones regionales con grandes mayorías.
Al acercarse la Primera Guerra Mundial, acaloradas discusiones sobre la posición italiana comenzaron a llevarse a cabo. Oficialmente, Italia todavía estaba en una alianza con Alemania y Austria-Hungría. El clero de Bolonia no estaba totalmente libre del fervor nacionalista, por lo que en su calidad de arzobispo, al estallar la guerra, della Chiesa realizó un discurso sobre la posición y los derechos de la Iglesia, haciendo hincapié en la necesidad de neutralidad, la promoción de la paz y la piedad para con el sufrimiento.

## Papado

### Elección papal

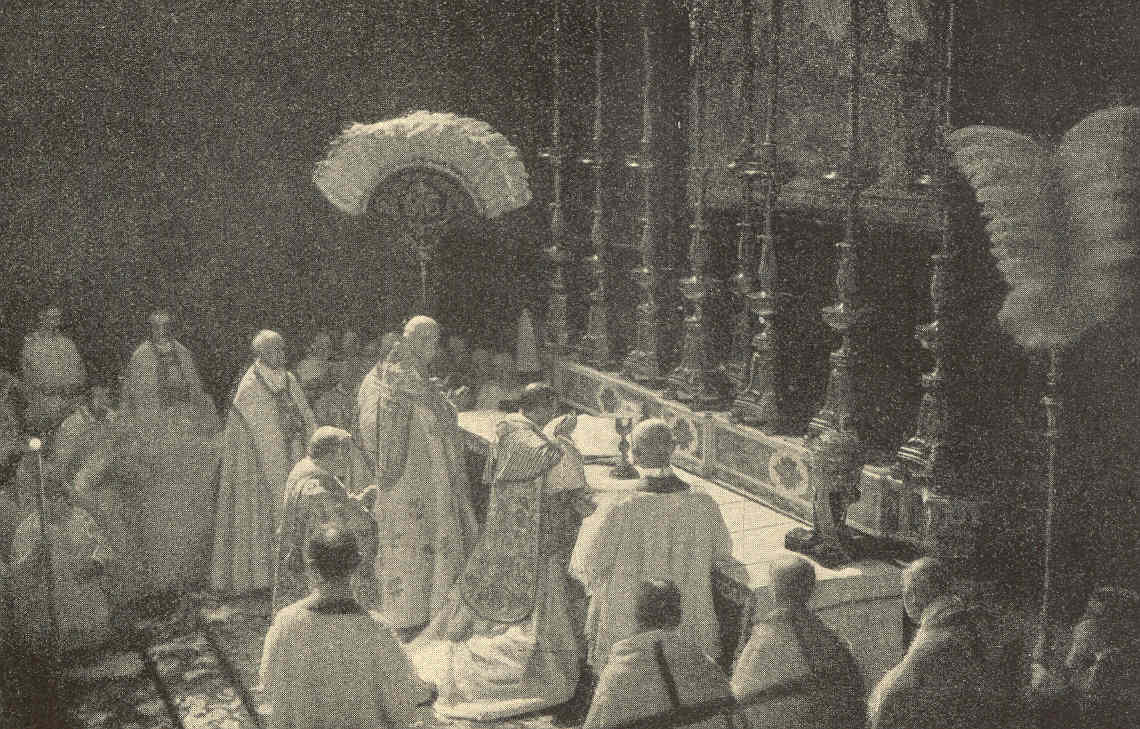
Coronación de Benedicto XV. Capilla Sixtina, 6 de septiembre de 1914.

Después de la muerte de Pío X, el cónclave se abrió a finales de agosto de 1914. La guerra sería claramente el tema dominante del nuevo pontificado, por lo que la prioridad de los cardenales era elegir a un hombre con gran experiencia diplomática. Así, el 3 de septiembre de 1914, della Chiesa, a pesar de haber sido cardenal durante sólo tres meses, fue elegido papa, tomando el nombre de Benedicto XV. Eligió el nombre en honor de Benedicto XIV, que era de Bolonia. Al momento de ser elegido, fue también investido formalmente como Gran Maestre de la Orden Ecuestre del Santo Sepulcro de Jerusalén, Prefecto de la Congregación del Santo Oficio y Prefecto de la Congregación Consistorial. Sin embargo, en estas congregaciones había un cardenal secretario para llevar a cabo sus labores diarias.
Debido a que la Cuestión Romana todavía no se solucionaba, tras el anuncio de su elección, el ahora Benedicto XV, siguiendo los pasos de sus dos predecesores, no apareció en el balcón de la Basílica de San Pedro para conceder la bendición Urbi et orbi. Sería coronado en la Capilla Sixtina el 6 de septiembre de 1914 por el cardenal protodiácono Francesco Salesio della Volpe; y, también como una forma de protesta debido a la cuestión romana, no hubo ceremonia de posesión formal de la Catedral de San Juan de Letrán.

### La Primera Guerra Mundial: lucha por la paz
Se debe tener en cuenta que la Gran Guerra significó el colapso del viejo orden europeo decimonónico, por lo que el papa siempre se dedicó a buscar el modo de obtener una paz justa y duradera que frenase la amenaza creciente de los nacionalismos. El conflicto fue el punto culmine de un proceso en que la industrialización había acabado lentamente con ese equilibrio, haciendo surgir elementos como la masificación y crecimiento de la conflictividad en la sociedad, difusión de ideologías nacionalistas y socialistas y colonialismo económico y estratégico.
Para el papa, los problemas sociales tenían sus causas en «el abandono de las normas y prácticas de la sabiduría cristiana, que se traducía en la falta de amor entre los hombres, en el desprecio de la autoridad, en la injusticia en las relaciones entre las clases sociales y en el bien material convertido en el único objetivo de la actividad del hombre». Las ideologías dominantes en Europa eran el liberalismo y el positivismo: «veía en el avance científico y técnico el camino de su progreso constante e irreversible».

«Los fallos de la conciencia humana, privada de su dimensión divina, han sido un factor determinante en todos los mayores crímenes de este siglo, que se iniciaron con la Primera Guerra Mundial, a la que se remontan la mayor parte de nuestras desgracias. Esa guerra […] se produjo cuando Europa, que por entonces gozaba de una salud excelente y nadaba en la abundancia, cayó en un arrebato de auto-mutilación que no pudo más que minar su vitalidad a lo largo de, por lo menos, todo un siglo y quizá para siempre. Esa realidad sólo puede explicarse por un eclipse mental de los líderes de Europa, debido a la pérdida de su convicción de que, por encima de ellos, existía un Poder Supremo» (Aleksandr Solzhenitsyn 1984, Número 36).

Durante los años previos a la conflagración, la Santa Sede habían intentado frenar las alianzas que formaron los Imperios Centrales, entenderse con la Tercera República Francesa y romper el aislamiento diplomático en que le sepultaron los sistemas bismarckianos (con apoyo de los liberales italianos). Los fracasos habían significado la imposibilidad de formar una alianza entre los países de mayoría católica (principalmente por los ataques del anticlericalismo social y político francés) que frenara el pangermanismo de los Hohenzollern, permitiendo el acercamiento de los Habsburgo con Berlín. El distanciamiento con la cultura modernista imperante en Francia e Italia llevaría a una mayor influencia alemana, especialmente bávara. Cuando estalló la guerra, la Santa Sede no tenía gran influencia internacional y su predecesor no pudo hacer nada para detenerla. Durante el conflicto el prestigio papal creció y con él el número de embajadores acreditados.

#### Esfuerzos por la paz
La guerra y sus consecuencias fueron el foco principal de Benedicto durante los primeros años de su pontificado, durante el cual abogaría permanentemente por la paz. La visión del papa sobre la guerra estaba influenciada por la obra del jesuita Luigi Taparelli d’Azglio (1793-1862): «se inspiraba en una visión de “nación” fundada sobre el derecho natural y una búsqueda de paz a través de un ordenamiento internacional respondiente a los principios de la naturaleza y por ello sometido a la autoridad de la iglesia». Consideraba que «la guerra no era un valor, sino la negación del entendimiento entre las naciones para regular las relaciones internacionales»; esto lo llevaría a negar la violencia como medio único para resolver los conflictos entre países, clases sociales y hasta personas. Luego de declarar la neutralidad de la Santa Sede e intentó, desde esa perspectiva, mediar por la paz en 1916 y 1917. Ambas partes rechazaron sus iniciativas. Durante el verano de 1914, el Vaticano, al igual que el resto del mundo, esperaba una guerra breve, razón para que se buscara a cardenales con experiencia diplomática y se optara por mantenerse neutral, pues era una guerra entre pueblos mayoritariamente cristianos y el tomar partido por uno u otro bando sería «más una invitación a combatir que un acercamiento al fin de las hostilidades». Sin embargo, muchos acusaban que el Vaticano veía con mejores ojos a los Imperios Centrales que a la Francia laica, la Gran Bretaña anglicana y el Imperio ruso multiconfesional. En 1914, su convocatoria por una tregua de Navidad, fue ignorada; y en su primera encíclica extendió una sentida petición para romper con las hostilidades.
Durante 1915 Benedicto intento que Italia permaneciera neutral apoyándose en políticos católicos, liberales y socialistas en el interior y la diplomacia austrohúngara y sobre todo alemana en el exterior. El pontífice consideraría las muertes del frente alpino como una tragedia personal.
Los antagonismos nacionales entre las partes en conflicto se acentuaron con las diferencias religiosas existentes antes de la guerra (Francia, Italia y Bélgica eran mayoritariamente católicos). Las relaciones del Vaticano con Gran Bretaña eran buenas, mientras que ni Prusia ni la Alemania imperial tenían relaciones oficiales con el Vaticano. En los círculos protestantes de Alemania, se extendía la idea de que el papa era neutral solamente en el papel, ya que apoyaba fuertemente a la Triple Entente.  Se decía que Benedicto había incitado a Austria-Hungría a ir a la guerra con el fin de debilitar la maquinaria de guerra alemana. Al parecer, sin embargo, el Nuncio Apostólico en París habría explicado en una reunión del Institut Catholique que «luchar contra Francia era luchar en contra de Dios», y que se dice que el papa habría exclamado que sentía no haber sido un francés. El cardenal belga Désiré Joseph Mercier, conocido como un patriota valiente durante la ocupación alemana, era famoso además por su propaganda antialemana, por lo que se dijo que había sido favorecido por el papa por su enemistad con la causa alemana. Incluso, luego de la guerra, se dice que Benedicto elogió supuestamente al Tratado de Versalles, que humillaba a los alemanes.
En agosto de 1915 el papa había consultado a Mercier y a monseñor Alfred-Henri-Marie Baudrillart, rector del Instituto Católico de París y cercano al gobierno galo, sobre la posibilidad de mediar entre París y Berlín; ambos le respondieron que en aquellos momentos no existían las condiciones favorables. Hasta el verano del año siguiente el papa quedó impedido de toda nueva oportunidad de intervenir por el desarrollo de la guerra misma, dedicándose la asistencia de prisioneros, propuestas de atenciones de médicos e intercambios de heridos.
Estas acusaciones fueron rechazadas por el secretario de Estado Pietro Gasparri, que escribió en marzo de 1916 que la Santa Sede era completamente imparcial y no favorecía el bando aliado. Era importante mencionar esto, sobre todo por el hecho de que los representantes diplomáticos de Alemania y Austria-Hungría habían sido expulsados de Roma por las autoridades italianas. Sin embargo, teniendo en cuenta todo esto, los protestantes alemanes rechazaron cualquier intento de paz por parte del Papa, declarando aquello como insultante. El político francés Georges Clemenceau, un acérrimo anticlerical, afirmó que las iniciativas vaticanas eran antifrancesas. Benedicto XV hizo muchos intentos fallidos por negociar la paz, pero estas peticiones lo hicieron impopular, incluso en países católicos como Italia, ya que muchos partidarios de la guerra estaban decididos a admitir únicamente la victoria final.
El 1 de agosto de 1917, Benedicto XV emitió un llamamiento de paz general, invitando a las naciones involucradas a ponerse de acuerdo con la Santa Sede para negociar, acompañado de un plan de paz de siete puntos concretos indicando:
1. «La fuerza moral de las armas ... debe ser sustituida por la fuerza moral del derecho».[37]
2. Debe haber una «disminución simultánea y recíproca de los armamentos».[37]
3. Un mecanismo de «"arbitraje internacional" debe ser establecido» y obligatorio.[37]
4. Debe existir «la verdadera libertad y derechos comunes sobre el mar».[37]
5. Debe haber una «renuncia a indemnizaciones de guerra»
6. Los territorios ocupados deben ser evacuados
7. Debe existir un «examen ... a los reclamos de los rivales»

Las propuestas incluían cuestiones políticas y territoriales sobre Armenia, los Balcanes y los territorios de mayoría polaca, la restauración de la soberanía belga, la «autodeterminación de los pueblos guiada por el buen sentido» y reconciliación entre italianos y austriacos (Viena cedería Trentino y Trieste, pero no Bolzano y Dalmacia). En esos momentos París y Londres empezaban a buscar establecer contactos con Viena y el nuevo presidente italiano, Vittorio Emanuele Orlando, buscaba establecer relaciones formales con la Santa Sede. La nota pontificia iba preferentemente dirigida a Alemania y Austria, los países a los que más compensaciones territoriales exigían Francia e Italia respectivamente y con quienes tenía canales diplomáticos directos gracias a los nuncios Eugenio Pacelli y Teodoro Valfré di Bonzo. Por otra parte, el Vaticano tenía cierta información sobre el secreto Tratado de Londres desde finales de 1915. En el artículo 15 de dicho documento se planeaba excluir a la Santa Sede de toda negociación de paz, se hizo público después de la Revolución de Noviembre por los bolcheviques y surgía a petición del ministro italiano Sidney Sonnino, una exigencia para entrar en la guerra, ya que a su gobierno le preocupaba que la Santa Sede quedara incluida en cuestiones internacionales. En aquellos momentos los pueblos habían sido llevados al límite por sus gobernantes. Durante la retirada que siguió a la derrota de Caporetto, los soldados italianos gritaban «¡Viva el papa!» y «¡Hagamos como en Rusia!». El Estado Mayor llegó a acusar al clero de promover el derrotismo.
Gran Bretaña reaccionó favorablemente, pero el presidente de Estados Unidos Woodrow Wilson rechazó el plan. Bulgaria y Austria-Hungría también fueron favorables, pero Alemania respondió ambiguamente. Más negativas fueron las reacciones en Italia, donde el rey Víctor Manuel III llegó a amenazar que abdicaría antes de reconciliarse con el Vaticano y Sonnino hizo todo para derruir sus contactos con la Entente, y en Francia el presidente Georges Clemenceau no toleraba que se hablara de la Iglesia en su presencia. El papa creyó que su propuesta pudo haber conseguido algo entre los alemanes y austriacos y sólo su falta de conocimiento de la opinión pública norteamericana fue la causa de su fracaso, puesto que entendía que era necesario conseguir el apoyo estadounidense, único país capaz de hacer presión para una solución pactada. Benedicto XV también pidió que se prohibiera el servicio militar obligatorio, repitiendo la petición en 1921. Algunas de las propuestas fueron finalmente incluidos en los Catorce Puntos de Wilson, una propuesta de paz de enero de 1918. El papa intento establecer una relación con el presidente Wilson, lo que era imposible pues ambos eran competidores del prestigio internacional, Wilson desconfiaba de Benedicto y las acusaciones contra el pontífice hacían imposible que el público estadounidense viera con buenos ojos el ceder ante su postura. Los acercamientos llevaron a que el 4 de enero de 1919, por primera vez en la historia, un presidente en cargo de EE. UU. y un papa tuvieran una audiencia. Sin embargo, Wilson y su secretario de Estado, Robert Lansing, buscaron aislar a Benedicto XV al considerar sus propuestas como «intromisiones indebidas». Las malas relaciones entre ambos venían de las críticas de la Santa Sede y la jerarquía estadounidense por su política durante la Revolución Mexicana.

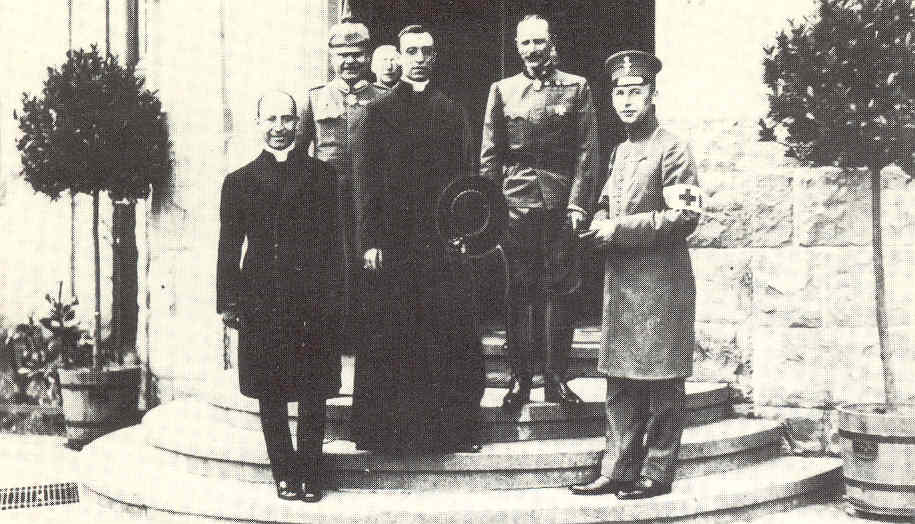
Eugenio Pacelli en los cuarteles generales del emperador Guillermo II de Alemania, luego de presentarle el plan de paz del papa Benedicto. 1917.

La historiografía anglosajona tiende a interpretar dicha relación como un Papa conservador que sospechaba de los estadounidenses y deseaba mantener el viejo orden europeo, frente a un mandatario venido con un mensaje de democracia a acabar con dicho orden basado en la fuerza de las armas y la diplomacia secreta. Estudios más recientes indican que Wilson rechazaba todo ofrecimiento de colaboración porque veía en Benedicto XV «el único jefe de Estado que poseía una autoridad y prestigio capaces de poner en peligro el papel internacional que el presidente americano quería para sí y para su nación».
En Europa, cada lado lo vio como un sesgo a favor de la otra, y no estaba dispuesto a aceptar las condiciones que el Papa había propuesto. Aun así, aunque sin éxito, sus esfuerzos diplomáticos durante la guerra se atribuyen a un aumento del prestigio papal, y sirvieron como modelo a los esfuerzos por la paz de Pío XII, durante la Segunda Guerra Mundial, a las políticas de Pablo VI durante la guerra de Vietnam, y a la posición de Juan Pablo II antes y durante la guerra en Irak.

#### Esfuerzos humanitarios
Casi desde el comienzo de la guerra, en noviembre de 1914, Benedicto negoció con las partes en conflicto sobre un intercambio de prisioneros heridos y otros incapacitados que no pudieran seguir luchando. Decenas de miles de estos presos fueron intercambiados gracias a su intervención. El 15 de enero de 1915, el papa propuso un intercambio de población civil en las zonas ocupadas, que se tradujo en 20.000 personas enviadas al sur de Francia en solo un mes. En 1916, el papa logró negociar un acuerdo entre ambas partes, por lo que 29.000 presos con enfermedades pulmonares por los ataques con gas podrían ser enviados a Suiza. En mayo de 1918, también se llegó a un acuerdo para que los prisioneros de ambos bandos, con al menos 18 meses de cautiverio y cuatro hijos, también fueran enviados a la neutral Suiza.
Con éxito, en 1915, logró llegar a un acuerdo en el que las partes en conflicto se comprometieron a no dejar a los prisioneros de guerra trabajar los domingos y días festivos. Muchos prisioneros de ambos bandos se salvaron de la pena de muerte gracias a su intervención. Los rehenes fueron canjeados y los cadáveres repatriados. El papa fundó la Opera dei Prigionieri para ayudar en la distribución de información sobre los prisioneros. Para el final de la guerra, se tramitaron unos 600.000 envíos de correspondencia, siendo casi un tercio sobre personas desaparecidas. Unas 40.000 personas habían pedido ayuda en la repatriación de prisioneros de guerra enfermos y 50.000 cartas fueron enviadas desde familias a sus seres queridos que eran prisioneros de guerra.
Tanto durante como después de la guerra, Benedicto estuvo principalmente preocupado por la suerte de los niños, sobre los que incluso publicó una encíclica. En 1916, hizo un llamado a la gente y el clero de los Estados Unidos para ayudar a darle de comer a los niños hambrientos en la ocupación alemana de Bélgica. Su ayuda a los niños no se limitó solo a Bélgica sino que se extendió también a Lituania, Polonia, Líbano, Montenegro, Siria y Rusia. Benedicto estuvo particularmente horrorizado por el nuevo invento militar de la guerra aérea y protestó varias veces contra ella en vano.
En mayo y junio de 1915, el Imperio Otomano llevó a cabo una campaña contra las minorías cristianas armenias que, según relatos de la época, parecía una suerte de genocidio en Anatolia. El Vaticano intentó conseguir que Alemania y Austria-Hungría participaran en su protesta contra su aliado turco. El mismo Papa envió una carta personal al sultán, que era también califa del Islam. No tuvo éxito, ya que casi un millón de armenios murieron por la actuación turca, por las vejaciones o por hambre.

#### Posguerra

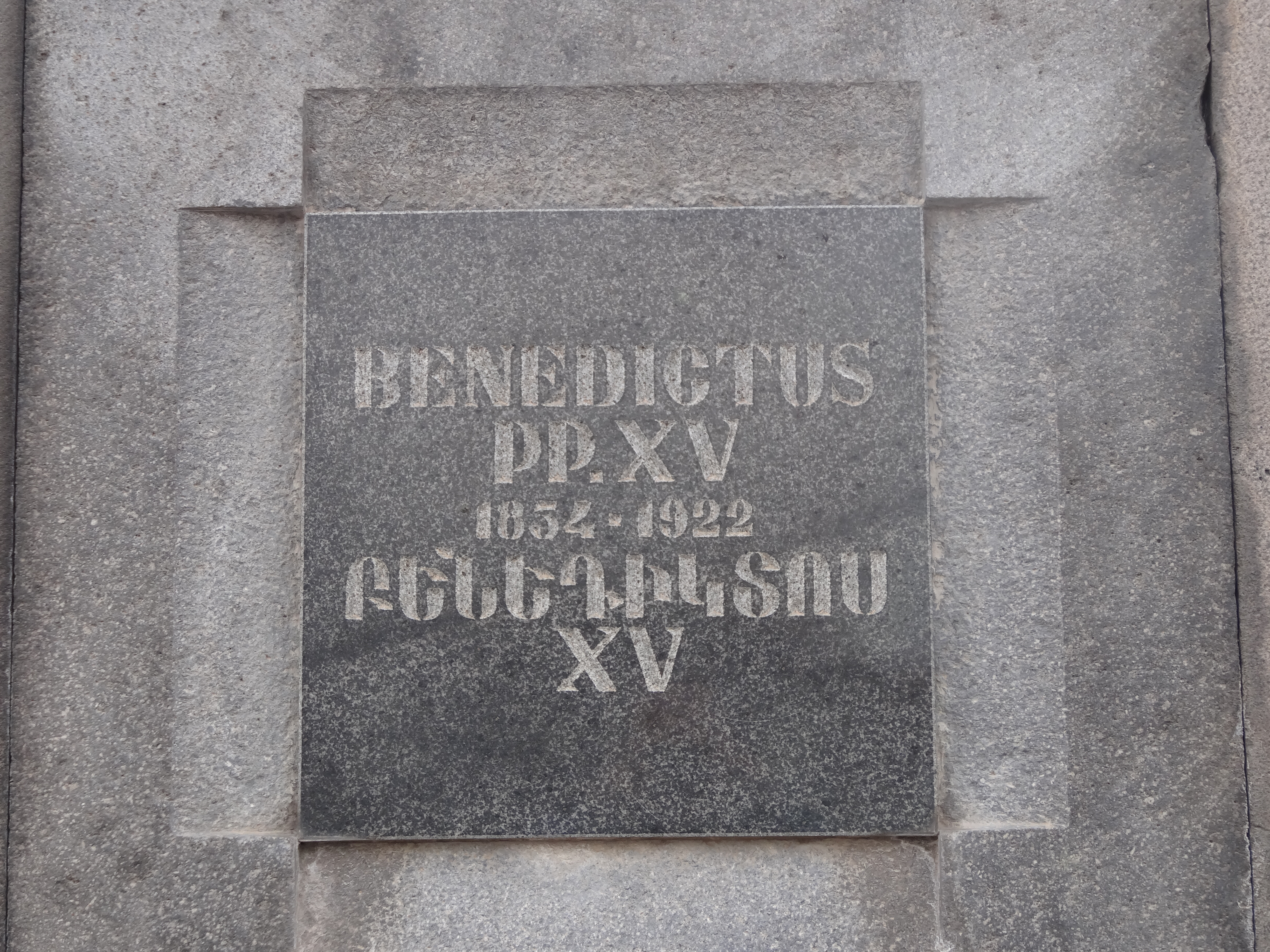
Placa en honor a Benedicto XV, colocada en el Tsitsernakaberd (monumento al genocidio armenio). Ereván, Armenia.

La guerra fue descrita por él como una «masacre inútil» en abierto ataque a los presuntos nobles fines de ambos bandos, ganándose el rechazo de los gobiernos contendientes (especialmente de sectores más anticlericales) pero el apoyo popular.
El resentimiento anti-Vaticano, junto con movimientos diplomáticos italianos que buscaban aislar al Vaticano debido a la cuestión romana sin resolver, contribuyeron a la exclusión de la Santa Sede de la Conferencia de Paz de París de 1919 (aunque fue también parte de un patrón histórico que marginó al Papado luego de la pérdida de los Estados Pontificios). A pesar de ello, Benedicto escribe una encíclica rogando por la reconciliación internacional, su Pacem, Dei Munus Pulcherrimum, y logró enviar un observador a ésta. Esta exclusión llevaría a la Iglesia a circunscribir los Pactos de Letrán para garantizar su autonomía política durante el resto del siglo como «la única religión organizada y capaz de hablar directamente con los Estados porque ninguna otra religión se había preparado para intervenir en la vida internacional como la Iglesia católica».
Después de la guerra, Benedicto centró las actividades del Vaticano en la superación del hambre y la miseria en Europa y el establecimiento de contactos y relaciones con los muchos nuevos Estados que se crearon debido a la desaparición de la Rusia Imperial, Austria-Hungría y Alemania. Los grandes envíos de alimentos e información sobre los prisioneros de guerra debían ser los primeros pasos para una mejor comprensión del Papado en Europa.
En cuanto a la Conferencia de Paz de Versalles, el Vaticano opinó que las condiciones económicas impuestas a Alemania eran demasiado duras y amenazaban la estabilidad económica europea en su conjunto. El cardenal Gasparri afirmó que las condiciones de la paz y la humillación a Alemania probablemente desembocarían en otra guerra tan pronto como Alemania estuviera militarmente en condiciones de iniciar una. El Vaticano rechazó la disolución de Austria-Hungría, «considerado como el último baluarte de la cristiandad», viendo en este un paso inevitable y eventual para el fortalecimiento alemán; así también se presentaron grandes reservas sobre la creación de pequeños Estados sucesores que, en opinión de Gasparri, no eran viables económicamente, por lo que se les condenaba a la miseria económica. También le preocupaba como el ambiente de derrota y disolución en los países vencidos podía llevar a que los grupos católicos quedaran anulados en su actividad política. Benedicto rechazó la Sociedad de Naciones al ser una organización secular no construida en los valores cristianos. Para él «no bastaba la Sociedad de los pueblos, sino que era necesaria la Fraternidad entre los pueblos». Por otra parte, condenó el nacionalismo europeo, fuerte en la década de 1920 y pidió la "unificación europea" en su encíclica Pacem Dei Munus de 1920. Sin embargo, esto último chocaba con el nacionalismo que dominaba la política y diplomacia de los países europeos.
Para el pontífice, la nueva paz estaba condenada desde un principio. La confusión reinante en la conferencia, las sospechas recíprocas, el aislamiento estadounidense, la revolución rusa y la división entre los vencedores sobre el trato que debía darse a Alemania (más duro de parte de Francia y más moderado por Gran Bretaña).
El papa reacción perturbado por la Revolución comunista en Rusia, sobre todo por las políticas fuertemente antirreligiosas adoptadas por el gobierno de Lenin, junto con el derramamiento de sangre y la hambruna generalizada ocurrido luego de la guerra civil. Benedicto emprendió los mayores esfuerzos para tratar de ayudar a las víctimas de la hambruna en Rusia; y luego de la disolución del Imperio Otomano, expresó preocupación por la seguridad y el futuro de los católicos de Tierra Santa.

### Agenda diplomática
Luego de la guerra, una de las principales preocupaciones de Benedicto sería hacer frente al nuevo sistema internacional que había surgido. En el período de la posguerra, el papa Benedicto XV estuvo involucrado en el desarrollo de la administración de la Iglesia para hacer frente al nuevo sistema internacional que había surgido. El papado se enfrentó a la aparición de numerosos nuevos estados como Polonia, Lituania, Estonia, Yugoslavia, Checoslovaquia, Finlandia, entre otros; así como al empobrecimiento de Alemania, Francia, Italia y Austria. Además, el tradicional orden social y cultural europeo se vio amenazado por el nacionalismo de derecha y el fascismo, así como por el socialismo y el comunismo, todo lo cual, potencialmente, amenazaba la existencia y la libertad de la Iglesia. Para hacer frente a estas y otras cuestiones, Benedicto se dedicó a lo que mejor conocía, una ofensiva diplomática a gran escala para asegurar los derechos de los fieles en todos los países.
Uno de sus grandes logros fue asegurar la presencia de un representante británico en el Vaticano, algo que no se lograba desde el siglo XVII, y restableció relaciones diplomáticas con Portugal.

#### Italia
León XIII había permitido la participación de católicos en la política, pero solo a nivel local, no nacional. Las relaciones con Italia mejoraron notablemente durante el pontificado de Benedicto XV, permitiéndoles participar en las elecciones nacionales. Esto permitió el surgimiento del Partido Popular Italiano, liderado por Luigi Sturzo. 
Los políticos anticatólicos fueron progresivamente reemplazados por individuos neutrales o incluso simpatizantes católicos. El mismo rey de Italia dio muestras de mejorar relaciones cuando, por ejemplo, envió condolencias personales al Papa por la muerte de su hermano. Las condiciones laborales para los trabajadores del Vaticano mejoraron considerablemente y se expresaron los deseos, de tanto el Vaticano como Italia, de poder solucionar la cuestión romana. 
Benedicto apoyó fuertemente la búsqueda de una solución, a través de una visión pragmática de la política de la Italia de su época. Aunque numerosos católicos rechazaban otorgar derechos electorales a las mujeres, el papa se encontraba en favor de aquellos, argumentando que, a diferencia de las protagonistas feministas, la mayoría de las mujeres votarían por el conservadurismo, y apoyarían las tradicionales posiciones católicas.

#### Francia

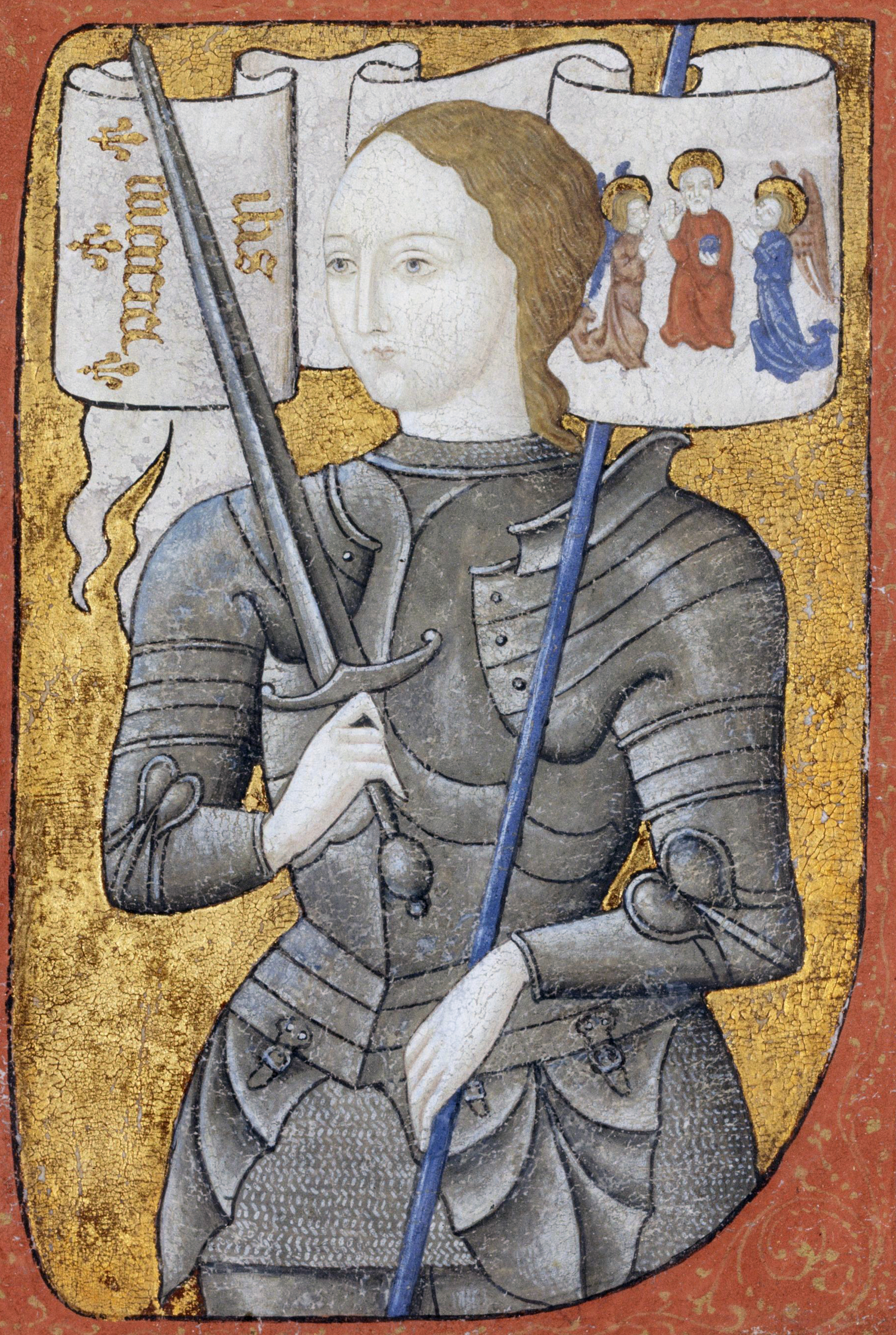
Juana de Arco. Óleo sobre pergamino, Archivos Nacionales de Francia,

Benedicto XV intentó mejorar las relaciones con el gobierno republicano y anticlerical de Francia. Canonizó a la heroína medieval francesa Juana de Arco en 1920. 
En las misiones del Tercer Mundo, hizo hincapié en la necesidad de formar a sacerdotes nativos para reemplazar rápidamente a los misioneros europeos, y fundó el Pontificio Instituto Oriental y el Colegio copto en el Vaticano. 
En 1921, Francia restableció relaciones diplomáticas con el Vaticano.

#### Rusia, Lituania y Estonia
Las relaciones con Rusia cambiaron drásticamente luego del advenimiento de su movimiento revolucionario. A esto se añadió que los países bálticos había obtenido su independencia luego de la Primera Guerra Mundial, lo que les permitió una vida relativamente libre del brazo eclesial. Estonia fue el primer nuevo Estado en buscar relaciones con el Vaticano, el cual a través del cardenal Gasparri, las aceptó favorablemente el 11 de abril de 1919. En junio de 1920 se realizó un concordato, firmado dos años más tarde, por medio del cual se garantizaba la libertad de la Iglesia católica, el establecimiento de arquidiócesis, la libertad del clero del servicio militar, la creación de seminarios y escuelas católicas, y la protección de los derechos de la Iglesia y su inmunidad. Con ello, los arzobispos juraron alianza con Estonia.
En el caso de Lituania, las relaciones fueron más complicadas debido a la ocupación polaca de la ciudad de Vilna, que era una sede arzobispal que los lituanos reclamaban como suya. Las fuerzas polacas había ocupado Vilna y cometieron varios actos de violencia contra los seminarios católicos de allí, lo que generó protestas de Lituania en la Santa Sede. Las relaciones diplomáticas se concretaron recién en el pontificado de Pío XI.

#### Polonia

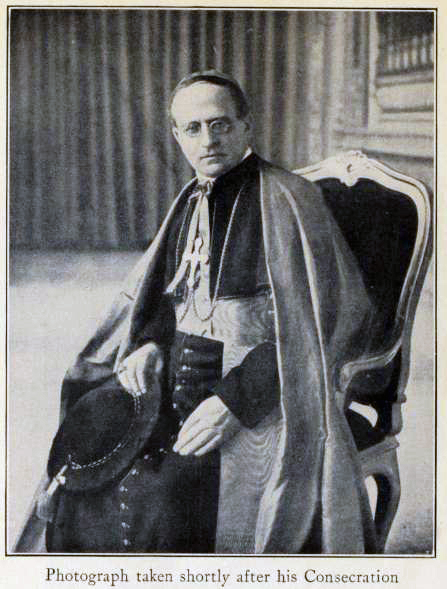
Nuncio Achille Ratti. Fotografía de noviembre de 1919.

En octubre de 1918, el papa Benedicto felicitó a los polacos por su independencia. En una carta pública realizada al Arzobispo de Varsovia Aleksander Kakowski, recordó su lealtad y los muchos esfuerzos realizados por la Santa Sede para asistirlos, además de expresar sus esperanzas de que Polonia tomara nuevamente su puesto en la familia de naciones y continuara su historia como una respetable nación cristiana. En marzo de 1919 nombró diez nuevos obispos y, poco después, a Achille Ratti como nuncio apostólico en Varsovia. Benedicto repetidamente advirtió a las autoridades polacas que no realizaran persecuciones en contra de los lituanos y los rutenos.
Durante las agitaciones bolcheviques contra Varsovia, el papa pidió al mundo oraciones por Polonia. El nuncio Ratti era el único diplomático extranjero que permaneció en la capital polaca. El 11 de junio de 1921 escribió al episcopado polaco, advirtiéndoles contra los malos usos políticos del poder espiritual, argumentando en favor de la coexistencia pacífica con los países vecinos, afirmando que el «nacionalismo tiene sus límites en la justicia y las obligaciones». Enviaría más tarde a Ratti a Silesia para hacer frente a potenciales agitaciones políticas en el clero católico. Ratti, un erudito, trabajó por Polonia y buscó construir puentes con la Unión Soviética, incluso dispuesto a derramar su sangre por Rusia. Benedicto XV lo necesitaba como diplomático y no como mártir, y le prohibió expresamente viajar a aquella zona, aunque poseyera el título de legado papal en Rusia. Sin embargo, nunca renunció a sus contactos con Rusia, lo que tuvo como consecuencia poca simpatía de Polonia hacia él, la que aumentó sobre todo al lograr reducir las agitaciones del clero y mostrar su neutralidad en las votaciones silesias, lo que fue cuestionado. El 20 de noviembre, luego que se anunciara una prohibición papal a todas las actividades políticas, se expulsó a Ratti de Varsovia.

## La Iglesia de Benedicto XV

### Teología
Siguiendo a Pío X, Benedicto condenó al modernismo teológico y los errores de los sistemas filosóficos modernos en su Ad Beatissimi Apostolorum. Declinó readmitir a los eruditos excomulgados en los pontificados anteriores. Sin embargo, se mantuvo calmo frente a los excesos de la campaña antimodernista dentro de la Iglesia. El 25 de julio de 1920 publicó su motu proprio Bonum sane sobre San José y contra el naturalismo y el socialismo.

### Reforma del Código canónico

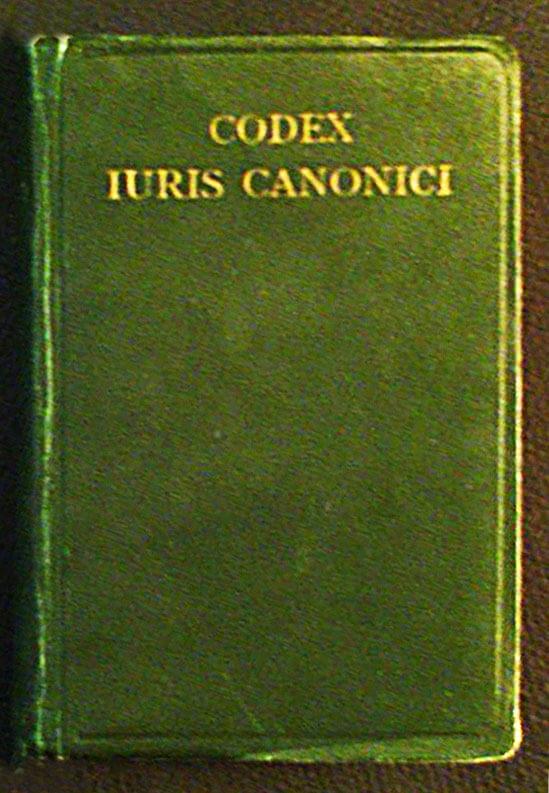
Edición de 1917 del Código de Derecho Canónico.

En 1917, Benedicto XV promulgó el primer Código de Derecho Canónico, tarea que había comenzado durante el pontificado de Pío X. En vigor desde 1918, fue la primera vez que las leyes de la Iglesia eran actualizadas y presentadas en simples artículos. El nuevo Código tenía como meta un renacimiento de la vida religiosa y la entrega de claridad judicial. En adición, y atendiendo a una preocupación de León XIII sobre los católicos del este, Benedicto fundó la Congregación para las Iglesias Orientales el 1 de mayo de 1917.

### Misiones católicas
El 30 de noviembre de 1919, Benedicto XV hizo un llamado a los católicos de todo el mundo a sacrificarse por las misiones católicas, a través de su Maximum Illud, afirmando que debía procurarse un respeto de las culturas autóctonas, sin imponer el pensamiento cultural europeo. Aquel daño de importancia cultural era particularmente grave en África y Asia, donde muchos misioneros eran deportados y encarcelados por originar resquemores con naciones hostiles.

### Mariología
Benedicto XV escribió varias cartas a los peregrinos de santuarios marianos. Nombró a María como Patrona de Baviera, y permitió, en México, la celebración de la Fiesta de Santa María de Guadalupe. Autorizó así también la Fiesta de María, Mediadora de todas las Gracias. Condenó el uso indebido de imágenes marianas vestidas con ropas sacerdotales el 4 de abril de 1916.

### Coronaciones Canónicas

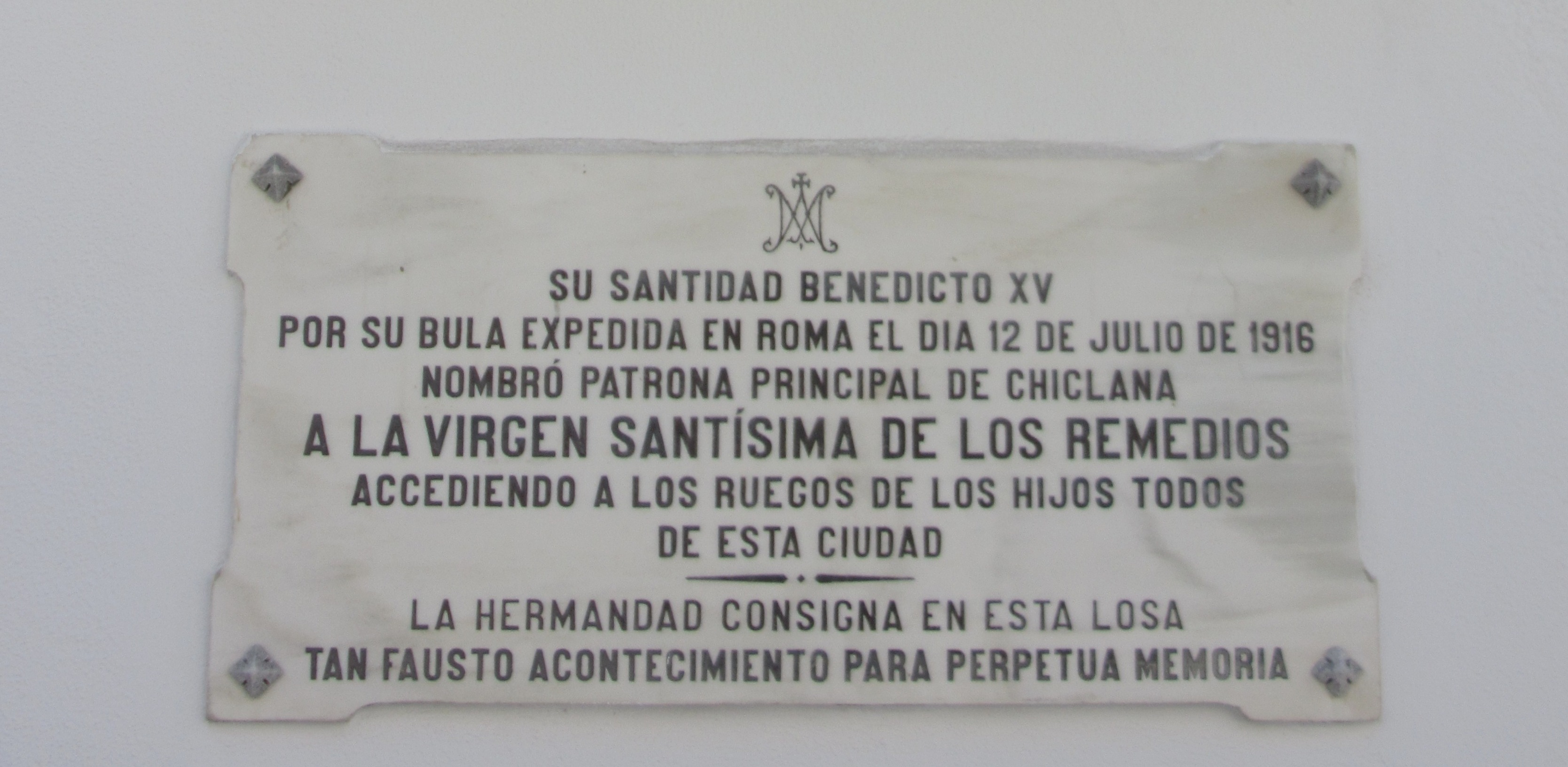
En 1916, Benedicto XV nombró patrona de Chiclana de la Frontera a la Virgen de los Remedios, siendo la primera vez que un papa otorga este nombramiento.

Benedicto XV coronó canónicamente la imagen de San José de la Montaña ubicada en el Real Santuario San José de la Montaña en Barcelona el 17 de abril de 1921 a petición del Cardenal Enrique Reig Casanova.
Durante la Primera Guerra Mundial, Benedicto colocó al mundo bajo la protección de María, y añadió la invocación a María, Reina de la paz a las letanías lauretanas. Promovió la veneración a María en el mundo a través de, por ejemplo, la elevación a basílica menor al Monasterio de Ettal de Baviera, y las devociones marianas de mayo.
A través de su encíclica Bonum sane del 25 de julio de 1920, Benedicto promovió la devoción a San José debido a que a través de San José llegamos directamente a María, y a través de María a la fuente de toda santidad, Jesucristo, quien consagró la virtudes domésticas a la obediencia a San José y María.
Su Principi Apostolorum Petro colocó a Efrén de Siria como modelo de devoción mariana, así como en su carta apostólica Inter Soldalica del 22 de marzo de 1918.

## Escritos

### Encíclicas

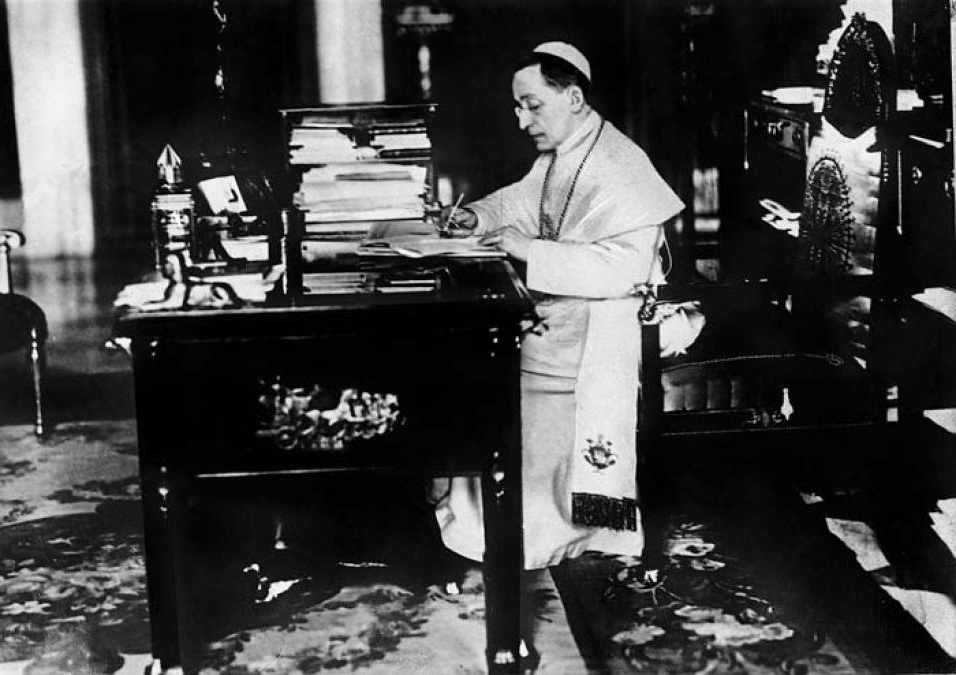
Benedicto XV en su despacho del Palacio Apostólico Vaticano.

#### Ad beatissimi apostolorum
Ad beatissimi apostolorum fue la primera encíclica de Benedicto XV, dada a conocer en la Fiesta de Todos los Santos, el 1 de noviembre de 1914, en la Basílica Vaticana, coincidiendo con el inicio de la Primera Guerra Mundial. El papa describió a las naciones beligerantes como las más grandes y más ricas de la Tierra, afirmando que «están bien provistas de las más terribles armas que la ciencia militar moderna ha ideado, y se esfuerzan por destruirse uno a otros con refinamientos de horror. No hay límite a la medida de la ruina y la masacre; día a día la tierra está empapada de sangre recién derramada y se cubre con los cuerpos de los heridos y los muertos».
A la luz de ésta masacre sin sentido, el papa abogó por la «paz en la tierra a los hombres de buena voluntad» (Lc.2, 14.), insistiendo en la buscar otras formas y medios de arreglar y corregir los derechos violados.
El origen del mal es un descuido de los preceptos y las prácticas de la sabiduría cristiana, sobre todo la falta de amor y compasión. Jesucristo descendió del cielo con el propósito de restaurar en los hombres el Reino de Paz, como él dijo: «Un mandamiento nuevo os doy: Que os améis los unos a los otros» (Jn. 14, 34). Este mensaje se repite en Jn. 15, 12, en el que Jesús dice: Este es mi mandamiento: que os améis los unos a los otros. El materialismo, el nacionalismo, el racismo y la lucha de clases son las características de la época, por lo que Benedicto afirma: El odio racial ha llegado a su punto culminante, los pueblos están más divididos por los celos que por las fronteras dentro de una misma nación; dentro de la misma ciudad ruge la envidia que quema clase contra clase; y entre las personas está el amor propio, que es la ley suprema que gobierna sobre todo.

#### Humani generis redemptionem
La encíclica Humani generis redemptionem, publicada el 15 de junio de 1917, se ocupa de la ineficacia flagrante de la predicación cristiana. Según Benedicto XV, hay más predicadores del Evangelio que nunca, pero en el estado de la moral pública y privada, así como las constituciones y leyes de las naciones, hay una total indiferencia y olvido de lo sobrenatural, una caída gradual lejos de la estricta norma de la virtud cristiana, y los hombres están retrocediendo en las vergonzosas prácticas del paganismo. El papa puso de lleno parte de la culpa a los ministros del Evangelio: no es la época, sino los predicadores cristianos incompetentes los que tienen la culpa, ya que afirma que los Apóstoles no tenían un mejor tiempo que los actuales para la predicación. A medida que la encíclica continúa, primero detalla el papel de los obispos católicos: el Concilio de Trento enseña que la predicación es el deber primordial de los obispos. Los Apóstoles, cuyos sucesores son los obispos, son los ojos de la Iglesia, porque fueron ellos los que recibieron la gracia del Espíritu Santo para comenzarla. San Pablo escribió a los corintios: (...) no me envío Cristo a bautizar, sino a proclamar el Evangelio (I Cor, 1, 17). El Concilio de Trento obligaba a los obispos a seleccionar para este oficio sacerdotal sólo a aquellos que estén "aptos" para la posición, es decir, aquellos que puedan ejercer el ministerio de la predicación por el beneficio de las almas. Ello no significa hacer de ello elocuencia o aplausos populares, sino más bien frutos espirituales. El papa pidió que todos los sacerdotes que son incapaces de predicar o confesar fueran removidos de sus posiciones. La encíclica ayuda a extraer el mensaje de que los sacerdotes deben concentrarse en la Palabra de Dios, para el beneficio de las almas antes que el propio.

#### Quod iam diu
Quod iam diu fue una encíclica publicada el 1 de diciembre de 1918, en el quinto año de su pontificado. Pidió que, después de terminada la Primera Guerra Mundial, todos los católicos del mundo rezaran por una paz duradera y por aquellos que encargados de pactarla.
El papa señaló que la verdadera paz no había llegado todavía, pero el armisticio ha logrado suspender la masacre y devastación por tierra, mar y aire. Es la obligación de todos los católicos el «invocar la ayuda divina por todos los que toman parte en la conferencia de paz». El papa concluye que la oración es esencial para ello, ya que los delegados que se reunirán para definir la paz están en necesidad de mucho apoyo.
Su petición de una «paz cristiana» y «verdadera paz fundada sobre los principios cristianos de la justicia» fue seguida por su alocución navideña para el colegio cardenalicio. Pidió por evitar las represalias y condenar la guerra. Según el papa, la paz sólo era posible a través de la hermandad y solidaridad nacida de la «reforma cristiana» del hombre.

### Breves

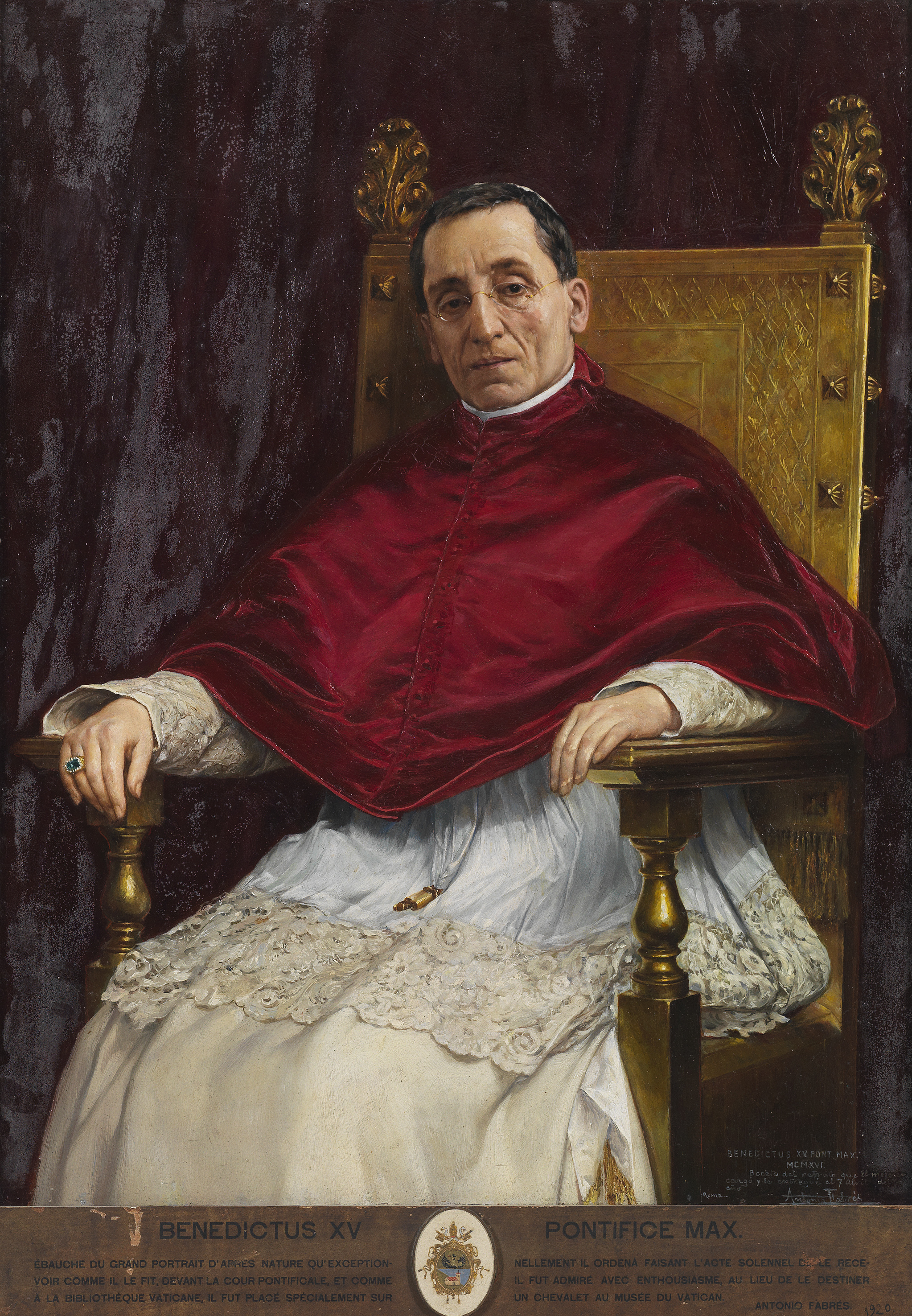
Retrato de Benedicto XV, óleo sobre lienzo de Antonio Fabrés (1916, Museo del Prado).

- Divinum praeceptum, sobre los títulos académicos del Seminario Arzobispal de Buenos Aires (Argentina) (23 de diciembre de 1915).
- Romanorum pontificum, sobre indulgencias a los fieles (25 de febrero de 1916).
- Cum Catholicae Ecclesiae, sobre la unidad con las Iglesias Orientales (15 de abril de 1916).
- Cum Biblia Sacra, normas para la exégesis en los tres institutos bíblicos de Roma (15 de agosto de 1916).
- Cum centesimus, conmemoración del I centenario de la Milicia Pontificia (22 de octubre de 1916).
- Centesimo hodie, condecoraciones a la bandera de la Milicia Pontificia (22 de octubre de 1916).
- Quod Ioannes, beatificación de Anna di San Bartolomeo (10 de abril de 1917).
- In Africam quisnam (6 de junio de 1920).
- Quod nobis in condendo (25 de septiembre de 1920).

### Exhortaciones apostólicas
- Ubi primum, a todos los católicos del mundo (8 de septiembre de 1914).
- Allorché fummo chiamati, a los pueblos beligerantes y a sus dirigentes, en el aniversario del estallido de la I Guerra Mundial (28 de julio de 1915).
- Dès le début, exhortación a los jefes de los estados en guerra para que hallen una vía para la paz (1 de agosto de 1917).

### Cartas apostólicas

#### Maximum illud
Maximum illud es una carta apostólica de Benedicto XV emitida el 30 de noviembre de 1919, en el sexto año de su pontificado. Se ocupa de las misiones católicas después de la Primera Guerra Mundial. El papa recordó los grandes apóstoles del Evangelio, que contribuyeron en gran medida a la expansión de las misiones. Pasó revista a la historia reciente de las misiones y declaró así el propósito de su carta apostólica. En la primera parte de ésta se dirige a los obispos y superiores encargados de las misiones católicas, señalando la necesidad de formar al clero local. Los misioneros católicos hoy en día continúan con su objetivo, que es espiritual, que debe ser llevado a cabo de una forma desinteresada.
Benedicto XV subrayó la necesidad de una preparación adecuada para el trabajo en culturas extranjeras y la necesidad de adquirir habilidades lingüísticas antes de hacer este tipo de trabajo. Pidió una continua lucha por la santidad personal y elogió el trabajo desinteresado de las mujeres religiosas en las misiones. «La Misión», sin embargo, «no es sólo para los misioneros, sino para todos los católicos que deben participar a través de su apostolado de la oración, mediante el apoyo a vocaciones, y ayudando financieramente». La carta concluye mencionando varias organizaciones que regulan y supervisan las actividades de la misión dentro de la Iglesia católica.

### Bulas
- Incruentum altaris, sobre las celebraciones litúrgicas del Día de Difuntos (10 de agosto de 1915).
- Providentissima mater, por la que se promulga el Código de Derecho Canónico (27 de mayo de 1917).
- Sedis huius (14 de mayo de 1919).
- Divina disponente (16 de mayo de 1920).

### Motu proprios
- Consilum a decessore, otorgando el título de "Pontificia" a la comisión para la revisión de la Biblia Vulgata (23 de noviembre de 1914).
- Non multo post, reglas de funcionamiento de la Accademia Romana di San Tommaso d'Aquino (31 de diciembre de 1914).
- Quandoquidem in iis, recordando que cualquier nueva concesión de indulgencias debe estar sujeta a la Congregación del Santo Oficio (16 de septiembre de 1915).
- Seminaria clericorum, institución la Congregación de Seminarios (4 de noviembre de 1915).
- Alloquentes proxime, fusión de las congregaciones del Índice y del Santo Oficio (25 de marzo de 1917).
- Nobilissimam Sacrarum, por el que se asigna la academia Capranica a la Basílica de Santa María la Mayor (8 de abril de 1917).
- Dei providentis, institución de la Congregación de las Iglesias Orientales (1 de mayo de 1917).
- Cum iuris canonici, creación de una comisión de cardenales para resolver las dudas acerca del Código de Derecho Canónico que se está confeccionando (15 de septiembre de 1915).
- Orientis catholici, creación de un instituto cultural pare los estudios orientales (15 de octubre de 1917).
- Quartus iam annus, por el que se establece que el día 29 de junio, festividad de los santos Pedro y Pablo, se ore especialmente por la paz (9 de mayo de 1918).
- Bonum sane (25 de julio de 1920).

## Personalidad y apariencia

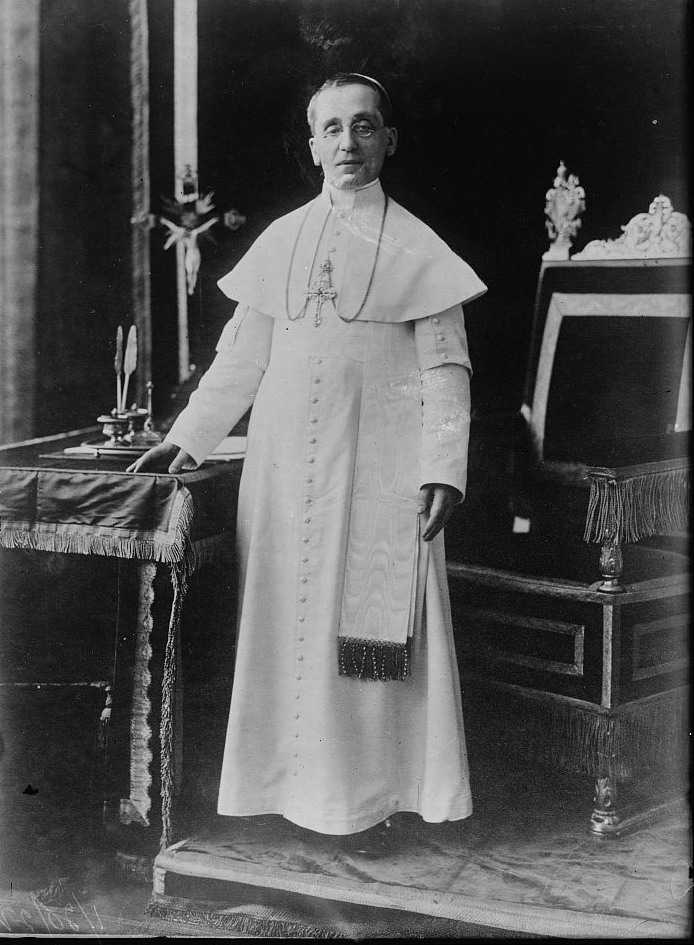
Benedicto XV. Palacio Apostólico Vaticano.

Muchos factores influyeron en que el pontificado de Benedicto XV fuera particularmente único. Físicamente era delgado y de poca altura (tras del cónclave de 1914, usó la sotana más pequeña preparada para el nuevo papa). Como resultado fue conocido como Il Piccolito o El Pequeño hombre. Benedicto XV poseía las cualidades de un papa, pero no lo parecía: pequeño y de complexión escuálida, de pelo negro y dientes prominentes, con nariz grande y alguileña.
Fue reconocido por su generosidad, respondiendo a todas las peticiones de ayuda de las familias menesterosas de Roma con largas sumas de dinero de su propio bolsillo. Cuando se encontraba corto de dinero, las familias que participaban en las audiencias papales eran instruidas en no mencionar sus necesidades económicas ya que inmediatamente Benedicto se sentiría culpable de no poder ayudarles en aquel momento. No contento con lo anterior, prácticamente agotó los ingresos oficiales del Vaticano para ayudar a los necesitados de la Primera Guerra Mundial. A su muerte, las arcas papales contaban con apenas 19.000 dólares.
Sin embargo, Benedicto XV fue un cuidadoso innovador de los estándares vaticanos. Fue conocido por considerar todas las posibles consecuencias antes de ordenar la ejecución de algo, insistiendo con ello al máximo. Rechazó aferrarse al pasado por el bien del pasado con la frase «Vivamos en el presente y no en la historia». Su relación con los poderes seculares italianos era positivo, buscando evitar los conflictos y apoyar tácitamente a la familia real de Italia. Sin embargo, al igual que Pío IX y León XIII, también protestó contra las intervenciones de las autoridades del Estado en los asuntos internos de la Iglesia. Benedicto no se consideraba un hombre de letras. No publicó libros educativos o de devoción. Sus encíclicas son más bien pragmáticas. Se mantuvo neutral durante la Primera Guerra Mundial, cuando casi todo el mundo estaba polarizado. Al igual que Pío XII durante la Segunda Guerra Mundial, su neutralidad fue cuestionada por las partes en conflicto, y aún hoy lo es.

## Muerte y legado

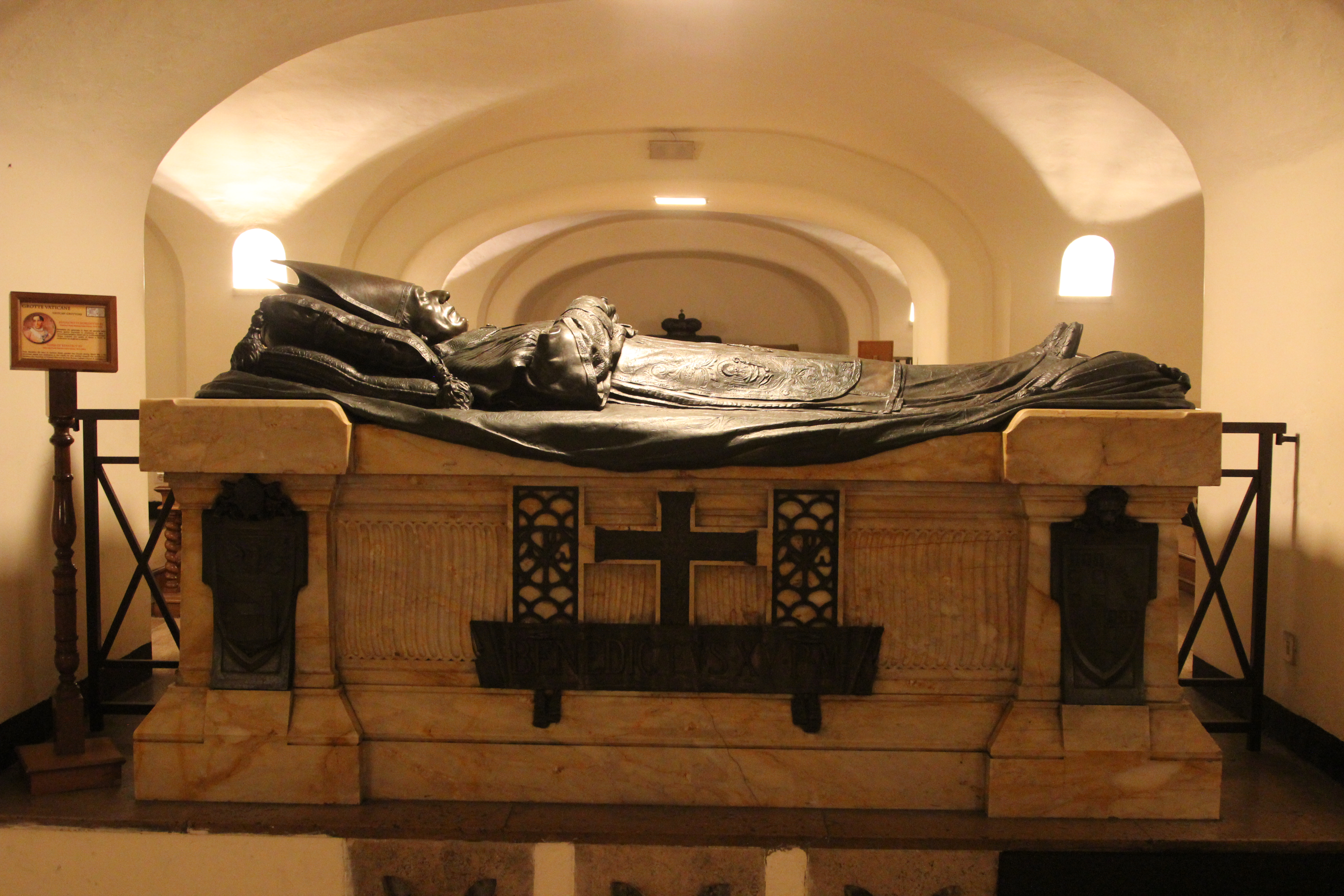
Tumba de Benedicto XV en las grutas vaticanas.

Contaba con una excelente salud, afirmando haber gastado solo 2,5 libras en medicinas a lo largo de toda su vida. A principios de enero de 1922, luego de haber dicho misa con las monjas de la Casa de Santa Marta, debió esperar a su conductor bajo la fría lluvia, enfermando de una gripe que pronto se convertiría en bronconeumonía. Producto de ello, el día 22 de ese mes falleció a la edad de 67 años, en compañía de sus sobrinos. Sus últimas palabras fueron: «Ofrecemos nuestra vida para la paz en el mundo». Su cuerpo hoy descansa en las grutas vaticanas.
Posiblemente el papa menos recordado del siglo XX, sin embargo, por sus valientes esfuerzos por poner fin a la Primera Guerra Mundial, en 2005, el papa Benedicto XVI reconoció la importancia del compromiso de su lejano predecesor con la paz mediante la adopción del mismo nombre papal para su pontificado. Benedicto XV fue único en su enfoque humano en aquella época, que crudamente contrasta con la de los otros grandes monarcas y líderes de la época. Su valor se refleja en el homenaje grabado al pie de la estatua que los turcos, un pueblo no católico ni cristiano, erigió en su homenaje en Estambul: «El gran Papa de la tragedia mundial ... el benefactor de todas las personas, independiente de su nacionalidad o religión». Este monumento se encuentra en el patio de la Catedral del Espíritu Santo.

### Visión de sus sucesores

#### Pío XII

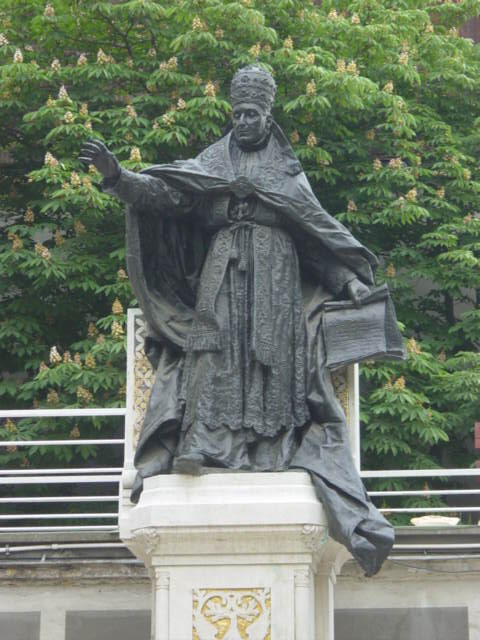
Estatua de Benedicto XV. Catedral del Espíritu Santo, Estambul.

El papa Pío XII mostró gran respeto por Benedicto XV, quien lo consagró como obispo en mayo de 1917. Expresó que, durante su corto pontificado, fue verdaderamente un hombre de Dios, que trabajó por la paz, a través de la ayuda a prisioneros de guerra y otros muchos que necesitaban ayuda durante aquellos duros tiempos, siendo extremadamente generoso con Rusia. Lo valoró como un papa mariano que promovió la devoción a la Virgen de Lourdes, y por la publicación del Código de Derecho Canónico, en el que él había participado junto al papa Benedicto y Pietro Gasparri.

#### Benedicto XVI
Para el cónclave de 2005, el cardenal Joseph Ratzinger fue elegido como nuevo pontífice. Al elegir el nombre de Benedicto, varias conjeturas surgieron por la elección de aquel nombre, sobre todo por la visión de della Chiesa de una diplomacia humanitaria y su rechazo ambiguo al relativismo y modernismo.
Durante su primera audiencia general en la Plaza de San Pedro, el día 27 de abril, Benedicto XVI rindió tributo a della Chiesa explicando su elección: «Lleno de sentimientos de admiración y agradecimiento, deseo explicar por qué he elegido el nombre Benedicto. Primero, me recuerda al papa Benedicto XV, aquel valiente profeta de la paz, que guió a la Iglesia a través de turbulentos tiempos de guerra. En sus pasos he colocado mi ministerio para servir a la reconciliación y armonía entre los pueblos».